# Yvonne Weilharter
Yvonne Weilharter (* 8. Dezember 2000 in Österreich) ist eine österreichische Fußballspielerin.

## Karriere

### Vereine
Mit 15 Jahren debütierte die Abwehrspielerin in der ÖFB Frauen-Bundesliga für den SV Neulengbach, bevor sie ab 2017 zwei Jahre lang das Trikot des SK Sturm Graz trug. Mit Graz spielte sie in der Qualifikation zur UEFA Women’s Champions League und wurde 2019 Vizemeister.
Zur Saison 2019/20 wechselte sie nach Deutschland zum Erstligisten 1. FFC Frankfurt und unterschrieb einen Vertrag bis 2020. Dort hatte sie ihren ersten Bundesligaeinsatz am 23. August 2019 als Einwechselspielerin für Janina Hechler in der Nachspielzeit beim Spiel gegen FC Bayern München, das 0:3 verloren ging. Nach nur einem Jahr bei Frankfurt, in dem sie nur einmal in der Startelf stand, wurde ihr Vertrag nicht verlängert. Sie wechselte zum Zweitliga-Aufsteiger RB Leipzig. Nach der Saison 2021/22 verließ sie Leipzig und wechselte zurück nach Österreich zum Bundesligisten Austria Wien.

### Nationalmannschaft
Am 6. Oktober 2018 hatte sie ihren ersten Einsatz für die österreichische A-Nationalmannschaft bei der 1:3 -Niederlage gegen Deutschland.

## Erfolge
- Vize-Meister in ÖFB Frauen-Bundesliga: 2018/19